# Liste der Bundesstaaten und Unionsterritorien in Indien

Aktuelle Übersichtsgrafik Indien seit 2020:
28 Bundesstaaten: Nummern 1 bis 28
8 Unionsterritorien: Buchstaben A bis H (Delhi als Territorium)

Diese Liste der Bundesstaaten und Unionsterritorien in Indien enthält statistische Angaben (Stand: bis Oktober 2019) zu den damals 29 Bundesstaaten (Gliedstaaten) und 7 zentral verwalteten Unionsterritorien von Indien, ihren Geschlechterverteilungen und Religionen, ergänzt mit Karten, Hoheitszeichen, Amtssprachen und anderen zusätzlichen Informationen (siehe unten). Indiens Einwohnerzahl wuchs von 376 Millionen im Jahr 1950 auf 1,35 Milliarden im Jahr 2018, eine Zunahme um 260 % (weltweiter Durchschnitt: 201 %).
Folgende Änderungen ergaben sich seit dem Jahr 2014:
- Telangana (Karte: # 24) wurde 2014 als Bundesstaat gegründet, zu ihm sind kaum Daten verfügbar (nur zu erschließen aus den ehemaligen Verwaltungsdistrikten).[1]
- Am 31. Oktober 2019 wurde Ladakh (auf der Karte: E) als separates Unionsterritorium (ohne eigene Legislative) abgetrennt vom neu gebildeten Unionsterritorium Jammu und Kashmir (auf der Karte: D).[2][3] Diese Liste enthält Daten des bis dahin bestehenden Bundesstaates Jammu und Kashmir. Die indische Zentralregierung veröffentlichte Werte einer ungeteilten Gesamtregion Kaschmir,[4] beispielsweise 222.236 km² Fläche im Jahr 2011 (faktisch stehen aber nach wie vor nur rund 100.000 km² unter indischer Kontrolle).
- Die Unionsterritorien Dadra und Nagar Haveli sowie Daman und Diu wurden am 26. Januar 2020 zu einem Unionsterritorium „Dadra und Nagar Haveli und Daman und Diu“ vereinigt.

Seit diesen Änderungen gibt es 28 Bundesstaaten und 8 Unionsterritorien.

## Basisdaten
Die folgende alphabetische Liste vergleicht grundlegende Daten aus der Volkszählung in Indien 2011:
- # verweist auf die Übersichtskarte rechts: Bundesstaaten (1–29) und 7 Unionsterritorien (A–G)
- ISO 3166-2:IN: Ländercode
- Einwohnerzahl und ihren jeweiligen Anteil an der Gesamtbevölkerung Indiens
- Landfläche in Quadratkilometern und ihren jeweiligen Anteil an Indiens Gesamtfläche (inkl. der offiziellen Fläche von Jammu und Kashmir (Bundesstaat)[i-1])
- Bevölkerungsdichte: Einwohner je Quadratkilometer
- Gründungsjahr: einzelne Staaten wurden zu unterschiedlichen Zeiten neu organisiert, zuletzt Telangana 2014
- Hauptstadt: Neu-Delhi (Mega-City) unterscheidet sich von Delhi (Nationales Hauptstadtterritorium)

| 2011: Basisdaten der indischen Bundesstaaten und Unionsterritorien | 2011: Basisdaten der indischen Bundesstaaten und Unionsterritorien | 2011: Basisdaten der indischen Bundesstaaten und Unionsterritorien | 2011: Basisdaten der indischen Bundesstaaten und Unionsterritorien | 2011: Basisdaten der indischen Bundesstaaten und Unionsterritorien | 2011: Basisdaten der indischen Bundesstaaten und Unionsterritorien | 2011: Basisdaten der indischen Bundesstaaten und Unionsterritorien | 2011: Basisdaten der indischen Bundesstaaten und Unionsterritorien | 2011: Basisdaten der indischen Bundesstaaten und Unionsterritorien | 2011: Basisdaten der indischen Bundesstaaten und Unionsterritorien |
| #                                                                  | Staat 1–29, Territorium A–G                                        | ISO                                                                | Einwohner                                                          | Anteil                                                             | Fläche                                                             | Anteil                                                             | Einwohnerdichte                                                    | Gründung                                                           | Hauptstadt                                                         |
| ------------------------------------------------------------------ | ------------------------------------------------------------------ | ------------------------------------------------------------------ | ------------------------------------------------------------------ | ------------------------------------------------------------------ | ------------------------------------------------------------------ | ------------------------------------------------------------------ | ------------------------------------------------------------------ | ------------------------------------------------------------------ | ------------------------------------------------------------------ |
| [36]                                                               | Indien                                                             | IN                                                                 | 1.210.854.977                                                      | 100 %                                                              | 3.287.263 km²                                                      | 100 %                                                              | 382 Einw./km²                                                      | 1947                                                               | Neu-Delhi (25,7 Mio.)                                              |
| A                                                                  | Andamanen und Nikobaren (Inseln)                                   | IN-AN                                                              | 379.944                                                            | 0,03 %                                                             | 8.249 km²                                                          | 0,25 %                                                             | 46 Einw./km²                                                       | 1956                                                               | Port Blair                                                         |
| 1                                                                  | Andhra Pradesh (ohne Telangana)                                    | IN-AP                                                              | 49.386.799                                                         | 4,08 %                                                             | 162.968 km²                                                        | 4,87 %                                                             | 310 Einw./km²                                                      | 1956                                                               | Amaravati                                                          |
| 2                                                                  | Arunachal Pradesh                                                  | IN-AR                                                              | 1.382.611                                                          | 0,11 %                                                             | 83.743 km²                                                         | 2,54 %                                                             | 17 Einw./km²                                                       | 1987                                                               | Itanagar                                                           |
| 3                                                                  | Assam                                                              | IN-AS                                                              | 31.169.272                                                         | 2,58 %                                                             | 78.438 km²                                                         | 2,38 %                                                             | 398 Einw./km²                                                      | 1950                                                               | Dispur                                                             |
| 4                                                                  | Bihar                                                              | IN-BR                                                              | 103.804.637                                                        | 8,58 %                                                             | 94.165 km²                                                         | 2,86 %                                                             | 1.106 Einw./km²                                                    | 1950                                                               | Patna                                                              |
| B                                                                  | Chandigarh                                                         | IN-CH                                                              | 1.055.450                                                          | 0,09 %                                                             | 114 km²                                                            | <0,01 %                                                            | 9.258 Einw./km²                                                    | 1966                                                               | Chandigarh                                                         |
| 5                                                                  | Chhattisgarh                                                       | IN-CT                                                              | 25.540.196                                                         | 2,11 %                                                             | 135.191 km²                                                        | 4,11 %                                                             | 189 Einw./km²                                                      | 2000                                                               | Raipur                                                             |
| C                                                                  | Dadra und Nagar Haveli[i-3]                                        | IN-DN                                                              | 342.853                                                            | 0,03 %                                                             | 491 km²                                                            | 0,01 %                                                             | 700 Einw./km²                                                      | 1961                                                               | Silvassa                                                           |
| C                                                                  | Daman und Diu[i-3]                                                 | IN-DD                                                              | 242.911                                                            | 0,02 %                                                             | 112 km²                                                            | <0,01 %                                                            | 2.191 Einw./km²                                                    | 1987                                                               | Daman                                                              |
| G                                                                  | Delhi (Nationales Hauptstadtterritorium)                           | IN-DL                                                              | 16.787.941                                                         | 1,38 %                                                             | 1.483 km²                                                          | 0,04 %                                                             | 11.320 Einw./km²                                                   | 1956                                                               | Neu-Delhi                                                          |
| 6                                                                  | Goa                                                                | IN-GA                                                              | 1.457.723                                                          | 0,12 %                                                             | 3.702 km²                                                          | 0,11 %                                                             | 394 Einw./km²                                                      | 1987                                                               | Panaji                                                             |
| 7                                                                  | Gujarat                                                            | IN-GJ                                                              | 60.383.628                                                         | 5,00 %                                                             | 196.024 km²                                                        | 5,96 %                                                             | 308 Einw./km²                                                      | 1960                                                               | Gandhinagar                                                        |
| 8                                                                  | Haryana                                                            | IN-HR                                                              | 25.353.081                                                         | 2,09 %                                                             | 44.212 km²                                                         | 1,34 %                                                             | 573 Einw./km²                                                      | 1966                                                               | Chandigarh                                                         |
| 9                                                                  | Himachal Pradesh                                                   | IN-HP                                                              | 6.864.602                                                          | 0,57 %                                                             | 55.673 km²                                                         | 1,70 %                                                             | 123 Einw./km²                                                      | 1971                                                               | Shimla                                                             |
| D, E                                                               | Jammu und Kashmir (Bundesstaat)[i-1]                               | IN-JK                                                              | 12.548.926                                                         | 1,04 %                                                             | 101.387 km²                                                        | 3,08 %                                                             | 124 Einw./km²                                                      | 1957                                                               | Srinagar / Jammu                                                   |
| 10                                                                 | Jharkhand                                                          | IN-JH                                                              | 32.988.134                                                         | 2,72 %                                                             | 79.714 km²                                                         | 2,42 %                                                             | 414 Einw./km²                                                      | 2000                                                               | Ranchi                                                             |
| 11                                                                 | Karnataka                                                          | IN-KA                                                              | 61.130.704                                                         | 5,05 %                                                             | 191.791 km²                                                        | 5,83 %                                                             | 319 Einw./km²                                                      | 1947                                                               | Bangalore                                                          |
| 12                                                                 | Kerala                                                             | IN-KL                                                              | 33.387.677                                                         | 2,76 %                                                             | 38.863 km²                                                         | 1,18 %                                                             | 860 Einw./km²                                                      | 1950                                                               | Thiruvananthapuram                                                 |
| F                                                                  | Lakshadweep (Inseln)                                               | IN-LD                                                              | 64.429                                                             | 0,01 %                                                             | 32 km²                                                             | <0,01 %                                                            | 2.149 Einw./km²                                                    | 1956                                                               | Kavaratti                                                          |
| 13                                                                 | Madhya Pradesh                                                     | IN-MP                                                              | 72.597.565                                                         | 6,00 %                                                             | 308.350 km²                                                        | 9,37 %                                                             | 236 Einw./km²                                                      | 1950                                                               | Bhopal                                                             |
| 14                                                                 | Maharashtra                                                        | IN-MH                                                              | 112.372.972                                                        | 9,28 %                                                             | 307.713 km²                                                        | 9,36 %                                                             | 365 Einw./km²                                                      | 1960                                                               | Mumbai                                                             |
| 15                                                                 | Manipur                                                            | IN-MN                                                              | 2.721.756                                                          | 0,22 %                                                             | 22.327 km²                                                         | 0,68 %                                                             | 115 Einw./km²                                                      | 1972                                                               | Imphal                                                             |
| 16                                                                 | Meghalaya                                                          | IN-ML                                                              | 2.964.007                                                          | 0,24 %                                                             | 22.429 km²                                                         | 0,68 %                                                             | 132 Einw./km²                                                      | 1972                                                               | Shillong                                                           |
| 17                                                                 | Mizoram                                                            | IN-MZ                                                              | 1.091.014                                                          | 0,09 %                                                             | 21.081 km²                                                         | 0,64 %                                                             | 52 Einw./km²                                                       | 1987                                                               | Aizawl                                                             |
| 18                                                                 | Nagaland                                                           | IN-NL                                                              | 1.980.602                                                          | 0,16 %                                                             | 16.579 km²                                                         | 0,50 %                                                             | 119 Einw./km²                                                      | 1963                                                               | Kohima                                                             |
| 19                                                                 | Odisha (bis 2011: Orissa)                                          | IN-OR                                                              | 41.947.358                                                         | 3,47 %                                                             | 155.707 km²                                                        | 4,73 %                                                             | 270 Einw./km²                                                      | 1950                                                               | Bhubaneswar                                                        |
| H                                                                  | Puducherry                                                         | IN-PY                                                              | 1.244.464                                                          | 0,10 %                                                             | 492 km²                                                            | 0,01 %                                                             | 2.547 Einw./km²                                                    | 1963                                                               | Puducherry                                                         |
| 20                                                                 | Punjab                                                             | IN-PB                                                              | 27.704.236                                                         | 2,30 %                                                             | 50.362 km²                                                         | 1,53 %                                                             | 551 Einw./km²                                                      | 1950                                                               | Chandigarh                                                         |
| 21                                                                 | Rajasthan                                                          | IN-RJ                                                              | 68.621.012                                                         | 5,67 %                                                             | 342.238 km²                                                        | 10,41 %                                                            | 200 Einw./km²                                                      | 1956                                                               | Jaipur                                                             |
| 22                                                                 | Sikkim                                                             | IN-SK                                                              | 607.688                                                            | 0,05 %                                                             | 7.096 km²                                                          | 0,21 %                                                             | 86 Einw./km²                                                       | 1975                                                               | Gangtok                                                            |
| 23                                                                 | Tamil Nadu                                                         | IN-TN                                                              | 72.138.958                                                         | 5,96 %                                                             | 130.058 km²                                                        | 3,95 %                                                             | 555 Einw./km²                                                      | 1950                                                               | Chennai                                                            |
| 24                                                                 | Telangana (ab 2014)[i-2]                                           | IN-TG                                                              | 35.286.757                                                         | 2,97 %                                                             | 112.077 km²                                                        | 3,49 %                                                             | 306 Einw./km²                                                      | 2014                                                               | Hyderabad                                                          |
| 25                                                                 | Tripura                                                            | IN-TR                                                              | 3.671.032                                                          | 0,30 %                                                             | 10.486 km²                                                         | 0,31 %                                                             | 350 Einw./km²                                                      | 1972                                                               | Agartala                                                           |
| 26                                                                 | Uttar Pradesh                                                      | IN-UP                                                              | 199.812.341                                                        | 16,49 %                                                            | 243.290 km²                                                        | 7,33 %                                                             | 829 Einw./km²                                                      | 1950                                                               | Lucknow                                                            |
| 27                                                                 | Uttarakhand                                                        | IN-UT                                                              | 10.116.752                                                         | 0,84 %                                                             | 53.483 km²                                                         | 1,62 %                                                             | 189 Einw./km²                                                      | 2000                                                               | Dehradun                                                           |
| 28                                                                 | Westbengalen                                                       | IN-WB                                                              | 91.347.736                                                         | 7,55 %                                                             | 88.752 km²                                                         | 2,70 %                                                             | 1.028 Einw./km²                                                    | 1950                                                               | Kolkata                                                            |
| [36]                                                               | Staat 1–29, Territorium A–G                                        | ISO:IN                                                             | Einwohner                                                          | Anteil                                                             | Fläche                                                             | Anteil                                                             | Einwohnerdichte                                                    | Gründung                                                           | Hauptstadt                                                         |

## Soziale Indikatoren
Die folgende alphabetische Liste vergleicht soziale Indikatoren aus der Volkszählung in Indien 2011:
- # verweist auf die Übersichtskarte oben: Bundesstaaten (1–29) und 7 Unionsterritorien (A–G)
- Einwohnerzahl und Bevölkerungsentwicklung ab 2001
- ländlich wohnender Anteil, im Unterschied zu städtisch
- Geschlechterverteilung: Anzahl der weiblichen je 1000 männlichen Einwohnern, auch für Kinder unter 7 Jahren (ausgeglichen wäre 1000 : 1000)
- Fruchtbarkeitsrate: durchschnittliche Geburten je Frau

### Bevölkerungsentwicklung, Geschlechterverteilung
| #    | Bundesstaat 1–29 Unionsterritorium A–G | Einwohner    | Einwohner | Einwohner | Einwohner   | Einwohner  | Einwohner  |
| #    | Bundesstaat 1–29 Unionsterritorium A–G | 2011         | ab 2001   | ländlich  | weiblich    | unter 7    | fruchtbar  |
| ---- | -------------------------------------- | ------------ | --------- | --------- | ----------- | ---------- | ---------- |
| [36] | Indien                                 | 1.210,9 Mio. | +17,64 %  | 68,8 %    | 943 : 1000  | 919 : 1000 | 2,4 Kinder |
| A    | Andamanen und Nikobaren                | 0,4 Mio.     | +6,86 %   | 62,3 %    | 876 : 1000  | 968 : 1000 | 0,7 Kinder |
| 1    | Andhra Pradesh                         | 84,6 Mio.    | +10,98 %  | 66,6 %    | 993 : 1000  | 939 : 1000 | 1,8 Kinder |
| 2    | Arunachal Pradesh                      | 1,4 Mio.     | +26,03 %  | 77,1 %    | 938 : 1000  | 972 : 1000 | –          |
| 3    | Assam                                  | 31,2 Mio.    | +17,07 %  | 85,9 %    | 958 : 1000  | 962 : 1000 | 2,4 Kinder |
| 4    | Bihar                                  | 104,1 Mio.   | +25,42 %  | 88,7 %    | 918 : 1000  | 935 : 1000 | 3,6 Kinder |
| B    | Chandigarh                             | 1,1 Mio.     | +17,19 %  | 2,7 %     | 818 : 1000  | 880 : 1000 | 1,6 Kinder |
| 5    | Chhattisgarh                           | 25,5 Mio.    | +22,61 %  | 76,8 %    | 991 : 1000  | 969 : 1000 | 2,7 Kinder |
| C    | Dadra und Nagar Haveli[i-3]            | 0,3 Mio.     | +55,88 %  | 53,3 %    | 774 : 1000  | 926 : 1000 | 2,3 Kinder |
| D    | Daman und Diu[i-3]                     | 0,2 Mio.     | +53,76 %  | 24,8 %    | 618 : 1000  | 904 : 1000 | 1,8 Kinder |
| G    | Delhi (Hauptstadtterritorium)          | 16,8 Mio.    | +21,21 %  | 2,5 %     | 868 : 1000  | 871 : 1000 | 1,6 Kinder |
| 6    | Goa                                    | 1,5 Mio.     | +8,23 %   | 37,8 %    | 973 : 1000  | 942 : 1000 | 1,4 Kinder |
| 7    | Gujarat                                | 60,4 Mio.    | +19,28 %  | 57,4 %    | 919 : 1000  | 890 : 1000 | 2,4 Kinder |
| 8    | Haryana                                | 25,4 Mio.    | +19,90 %  | 65,1 %    | 879 : 1000  | 834 : 1000 | 2,3 Kinder |
| 9    | Himachal Pradesh                       | 6,9 Mio.     | +12,94 %  | 90,0 %    | 972 : 1000  | 909 : 1000 | 1,8 Kinder |
| 10   | Jammu und Kashmir (Bundesstaat)[i-1]   | 12,5 Mio.    | +23,64 %  | 72,6 %    | 889 : 1000  | 862 : 1000 | 1,9 Kinder |
| 11   | Jharkhand                              | 33,0 Mio.    | +22,42 %  | 76,0 %    | 948 : 1000  | 948 : 1000 | 2,9 Kinder |
| 12   | Karnataka                              | 61,1 Mio.    | +15,60 %  | 61,3 %    | 973 : 1000  | 948 : 1000 | 1,9 Kinder |
| 13   | Kerala                                 | 33,4 Mio.    | +4,91 %   | 52,3 %    | 1084 : 1000 | 964 : 1000 | 1,8 Kinder |
| E    | Lakshadweep (Inseln)                   | <0,1 Mio.    | +6,30 %   | 21,9 %    | 946 : 1000  | 911 : 1000 | 1,6 Kinder |
| 14   | Madhya Pradesh                         | 72,6 Mio.    | +20,35 %  | 72,4 %    | 931 : 1000  | 918 : 1000 | 3,1 Kinder |
| 15   | Maharashtra                            | 112,4 Mio.   | +15,99 %  | 54,8 %    | 929 : 1000  | 894 : 1000 | 1,8 Kinder |
| 15   | Manipur                                | 2,7 Mio.     | +24,50 %  | 67,5 %    | 985 : 1000  | 930 : 1000 | 1,5 Kinder |
| 17   | Meghalaya                              | 3,0 Mio.     | +27,95 %  | 79,9 %    | 989 : 1000  | 970 : 1000 | 2,8 Kinder |
| 18   | Mizoram                                | 1,1 Mio.     | +23,48 %  | 47,9 %    | 976 : 1000  | 970 : 1000 | 1,6 Kinder |
| 19   | Nagaland                               | 2,0 Mio.     | −0,58 %   | 71,1 %    | 931 : 1000  | 943 : 1000 | 1,7 Kinder |
| 20   | Odisha (bis 2011: Orissa)              | 42,0 Mio.    | +14,05 %  | 83,3 %    | 979 : 1000  | 941 : 1000 | 2,2 Kinder |
| F    | Puducherry                             | 1,2 Mio.     | +28,08 %  | 31,7 %    | 1037 : 1000 | 967 : 1000 | 1,7 Kinder |
| 21   | Punjab                                 | 27,7 Mio.    | +13,89 %  | 62,5 %    | 895 : 1000  | 846 : 1000 | 1,8 Kinder |
| 22   | Rajasthan                              | 68,5 Mio.    | +21,31 %  | 75,1 %    | 928 : 1000  | 888 : 1000 | 3,0 Kinder |
| 23   | Sikkim                                 | 0,6 Mio.     | +12,89 %  | 74,8 %    | 890 : 1000  | 957 : 1000 | 1,6 Kinder |
| 24   | Tamil Nadu                             | 72,1 Mio.    | +15,61 %  | 51,6 %    | 996 : 1000  | 943 : 1000 | 1,7 Kinder |
| 29   | Telangana (ab 2014)[i-2]               | 35,3 Mio.    | –         | –         | –           | –          | –          |
| 25   | Tripura                                | 3,7 Mio.     | +14,84 %  | 73,8 %    | 960 : 1000  | 957 : 1000 | 1,4 Kinder |
| 26   | Uttar Pradesh                          | 199,8 Mio.   | +20,23 %  | 77,7 %    | 912 : 1000  | 902 : 1000 | 3,4 Kinder |
| 27   | Uttarakhand                            | 10,1 Mio.    | +18,81 %  | 69,8 %    | 963 : 1000  | 890 : 1000 | 2,1 Kinder |
| 28   | Westbengalen                           | 91,3 Mio.    | +13,84 %  | 68,1 %    | 950 : 1000  | 956 : 1000 | 1,7 Kinder |
| [36] | Bundesstaat 1–29 Unionsterritorium A–G | 2011         | ab 2001   | ländlich  | weiblich    | unter 7    | fruchtbar  |
| [36] | Bundesstaat 1–29 Unionsterritorium A–G | Einwohner    |           |           |             |            |            |

### Alphabetisierungsraten

Lesefähigkeit in Indien (Zensus 2011)

Lesefähigkeit nach Distrikt (2011)

Die folgende alphabetische Liste vergleicht die Alphabetisierungsraten aus der Volkszählung in Indien 2011:
- # verweist auf die Übersichtskarte oben: Bundesstaaten (1–29) und 7 Unionsterritorien (A–G)
- Alphabetisierungsrate (ab 7 Jahren), auch für Männer und Frauen sowie die Lücke zwischen beiden

| #    | Bundesstaat 1–29 Unionsterritorium A–G | Lesefähigkeit | Lesefähigkeit | Lesefähigkeit | Lesefähigkeit | Lesefähigkeit |
| #    | Bundesstaat 1–29 Unionsterritorium A–G | 2011          | ab 2001       | Männer        | Frauen        | Lücke         |
| ---- | -------------------------------------- | ------------- | ------------- | ------------- | ------------- | ------------- |
| [36] | Indien                                 | 74,04 %       | +8,66 %       | 82,14 % ♂     | 65,46 % ♀     | 16,68 %       |
| A    | Andamanen und Nikobaren                | 86,63 %       | +5,33 %       | 90,27 % ♂     | 82,43 % ♀     | 7,84 %        |
| 1    | Andhra Pradesh                         | 67,02 %       | +6,55 %       | 74,88 % ♂     | 59,15 % ♀     | 15,73 %       |
| 2    | Arunachal Pradesh                      | 65,38 %       | +11,04 %      | 72,55 % ♂     | 57,70 % ♀     | 14,85 %       |
| 3    | Assam                                  | 72,19 %       | +8,94 %       | 77,85 % ♂     | 66,27 % ♀     | 11,58 %       |
| 4    | Bihar                                  | 61,80 %       | +14,80 %      | 71,20 % ♂     | 51,50 % ♀     | 19,70 %       |
| B    | Chandigarh                             | 86,05 %       | +4,11 %       | 89,99 % ♂     | 81,19 % ♀     | 8,80 %        |
| 5    | Chhattisgarh                           | 70,28 %       | +5,62 %       | 80,27 % ♂     | 60,24 % ♀     | 20,03 %       |
| C    | Dadra und Nagar Haveli[i-3]            | 76,24 %       | +18,61 %      | 85,17 % ♂     | 64,32 % ♀     | 20,85 %       |
| D    | Daman und Diu[i-3]                     | 87,10 %       | +8,92 %       | 91,54 % ♂     | 79,55 % ♀     | 11,99 %       |
| G    | Delhi (Hauptstadtterritorium)          | 86,21 %       | +4,54 %       | 90,94 % ♂     | 80,76 % ♀     | 10,18 %       |
| 6    | Goa                                    | 88,70 %       | +6,69 %       | 92,65 % ♂     | 84,66 % ♀     | 7,99 %        |
| 7    | Gujarat                                | 78,03 %       | +8,89 %       | 85,75 % ♂     | 69,68 % ♀     | 16,07 %       |
| 8    | Haryana                                | 75,55 %       | +7,64 %       | 84,06 % ♂     | 65,94 % ♀     | 18,12 %       |
| 9    | Himachal Pradesh                       | 82,80 %       | +6,32 %       | 89,53 % ♂     | 75,93 % ♀     | 13,60 %       |
| 10   | Jammu und Kashmir (Bundesstaat)[i-1]   | 67,16 %       | +11,64 %      | 76,75 % ♂     | 56,43 % ♀     | 20,32 %       |
| 11   | Jharkhand                              | 66,41 %       | +12,85 %      | 76,84 % ♂     | 55,42 % ♀     | 21,42 %       |
| 12   | Karnataka                              | 75,36 %       | +8,72 %       | 82,47 % ♂     | 68,08 % ♀     | 14,39 %       |
| 13   | Kerala                                 | 94,00 %       | +3,14 %       | 96,11 % ♂     | 92,07 % ♀     | 4,04 %        |
| E    | Lakshadweep (Inseln)                   | 91,85 %       | +5,19 %       | 95,56 % ♂     | 87,95 % ♀     | 7,61 %        |
| 14   | Madhya Pradesh                         | 69,32 %       | +5,58 %       | 78,73 % ♂     | 59,24 % ♀     | 19,49 %       |
| 15   | Maharashtra                            | 82,34 %       | +5,46 %       | 88,38 % ♂     | 75,87 % ♀     | 12,51 %       |
| 15   | Manipur                                | 76,94 %       | +10,33 %      | 83,58 % ♂     | 70,26 % ♀     | 13,32 %       |
| 17   | Meghalaya                              | 74,43 %       | +11,87 %      | 75,95 % ♂     | 72,89 % ♀     | 3,06 %        |
| 18   | Mizoram                                | 91,33 %       | +2,53 %       | 93,35 % ♂     | 89,27 % ♀     | 4,08 %        |
| 19   | Nagaland                               | 79,55 %       | +12,96 %      | 82,75 % ♂     | 76,11 % ♀     | 6,64 %        |
| 20   | Odisha (bis 2011: Orissa)              | 72,87 %       | +9,79 %       | 81,59 % ♂     | 64,01 % ♀     | 17,58 %       |
| F    | Puducherry                             | 85,85 %       | +4,61 %       | 91,26 % ♂     | 80,67 % ♀     | 10,59 %       |
| 21   | Punjab                                 | 75,84 %       | +6,19 %       | 80,44 % ♂     | 70,73 % ♀     | 9,71 %        |
| 22   | Rajasthan                              | 66,11 %       | +5,70 %       | 79,19 % ♂     | 52,12 % ♀     | 27,07 %       |
| 23   | Sikkim                                 | 81,42 %       | +12,61 %      | 86,55 % ♂     | 75,61 % ♀     | 10,94 %       |
| 24   | Tamil Nadu                             | 80,09 %       | +6,64 %       | 86,77 % ♂     | 73,44 % ♀     | 13,33 %       |
| 29   | Telangana (ab 2014)[i-2]               | 66,50 %       | –             | –             | –             | –             |
| 25   | Tripura                                | 87,22 %       | +14,03 %      | 91,53 % ♂     | 82,73 % ♀     | 8,80 %        |
| 26   | Uttar Pradesh                          | 67,68 %       | +11,41 %      | 77,28 % ♂     | 57,18 % ♀     | 20,10 %       |
| 27   | Uttarakhand                            | 78,82 %       | +7,20 %       | 87,40 % ♂     | 70,01 % ♀     | 17,39 %       |
| 28   | Westbengalen                           | 76,26 %       | +7,62 %       | 81,69 % ♂     | 70,54 % ♀     | 11,15 %       |
| [36] | Bundesstaat 1–29 Unionsterritorium A–G | 2011          | ab 2001       | Männer        | Frauen        | Lücke         |
| [36] | Bundesstaat 1–29 Unionsterritorium A–G | Lesefähigkeit |               |               |               |               |

Siehe auch:
- Bundesstaaten/Territorien: Ranglisten (mehrere demographische, soziale und wirtschaftliche Indikatoren)
- Bundesstaaten/Territorien: Scheduled Tribes (registrierte Stammesvölker)

## Wirtschaftliche Indikatoren

2006: HDI in Indien = 0,605

2011: Bruttonationaleinkommen (BNE, früher: Bruttosozialprodukt BSP) pro Kopf in Indien, in US-Dollar (US$)

2012: Armutsquoten in Indien durchschnittlich 22 %

Die folgende alphabetische Liste mit wirtschaftlichen Indikatoren vergleicht mehrere Indexe (siehe Index-Kurzinfos) sowie Angaben der erwirtschafteten Güterwerte landesweit in Rupien und pro Kopf:
- # verweist auf die Übersichtskarte oben: Bundesstaaten (1–29) und 7 Unionsterritorien (A–G)
- HDI: Human Development Index, UN-Index der menschlichen Entwicklung in den Jahren 2017 und 2006 (Indiens HDI 2017: 0,639 auf Rang 130 weltweit)
- GDI: Gender Development Index, UN-Index der geschlechtsspezifischen Entwicklung im Jahr 2006 (Indiens GDI 2017:0,841 auf Rang 149 weltweit)
- GEM: Gender Empowerment Measure, UN-Frauenbeteiligungsindex im Jahr 2006
- Femdex: Female Empowerment Index, Frauenbeteiligungsindex des McKinsey-Instituts in Indien 2015 (siehe Femdex-Kurzinfo)
- BIP: Bruttoinlandsprodukt eines Jahres als Gesamtwert aller Waren und Dienstleistungen in indischen Rupien, nominal und pro Kopf im Jahr 2014 (Indiens BIP pro Kopf: 2021 auf Rang 146 weltweit)
- Armutsquote: Anteil der Einwohner mit einem Einkommen unterhalb der Armutsgrenze 2011/2012 (unterschiedlich je Staat/Territorium: durchschnittlich 816 Rupien monatlich auf dem Land, 1000 in Städten)[12]

| #    | Bundesstaat 1–29 Unionsterritorium A–G | 2017  | 2006  | 2006  | 2006  | 2015   |               | 2014 nominal   | 2014 nominal  | 2014 pro Kopf | 2014 pro Kopf | 2012    |
| #    | Bundesstaat 1–29 Unionsterritorium A–G | HDI   | HDI   | GDI   | GEM   | Femdex | BIP           | Anteil         | BIP           | 100 %         | Armut         |         |
| ---- | -------------------------------------- | ----- | ----- | ----- | ----- | ------ | ------------- | -------------- | ------------- | ------------- | ------------- | ------- |
| [36] | Indien                                 | 0,639 | 0,605 | 0,590 | 0,497 | 0,54   |               | 126.830.910 Rs | 100 %         | 74.380 Rs     | ⌀ 100 %       | 21,92 % |
| A    | Andamanen und Nikobaren                | 0,742 | 0,708 | 0,692 | 0,560 | –      | 74.508 Rs     | 0,06 %         | 107.418 Rs    | 144 %         | 1,00 %        |         |
| 1    | Andhra Pradesh (mit Telangana)         | 0,643 | 0,585 | 0,574 | 0,547 | 0,59   | 5.621.524 Rs  | 4,43 %         | 81.397 Rs     | 109 %         | 9,20 %        |         |
| 2    | Arunachal Pradesh                      | 0,658 | 0,647 | 0,642 | 0,469 | 0,50   | 164.120 Rs    | 0,13 %         | 89.545 Rs     | 120 %         | 34,67 %       |         |
| 3    | Assam                                  | 0,605 | 0,595 | 0,585 | 0,417 | 0,47   | 1.929.742 Rs  | 1,52 %         | 44.263 Rs     | 60 %          | 31,98 %       |         |
| 4    | Bihar                                  | 0,566 | 0,507 | 0,479 | 0,379 | 0,42   | 4.161.933 Rs  | 3,28 %         | 31.199 Rs     | 42 %          | 33,74 %       |         |
| B    | Chandigarh                             | 0,774 | 0,784 | 0,763 | 0,500 | 0,60   | 351.863 Rs    | 0,28 %         | 156.951 Rs    | 211 %         | 21,81 %       |         |
| 5    | Chhattisgarh                           | 0,600 | 0,549 | 0,542 | 0,464 | 0,55   | 2.248.672 Rs  | 1,77 %         | 58.547 Rs     | 79 %          | 39,93 %       |         |
| C    | Dadra und Nagar Haveli[i-3]            | 0,661 | 0,677 | 0,673 | 0,479 | –      | –             | –              | –             | –             | 39,31 %       |         |
| D    | Daman und Diu[i-3]                     | 0,706 | 0,700 | 0,677 | 0,503 | –      | –             | –              | –             | –             | 9,86 %        |         |
| G    | Delhi (Hauptstadtterritorium)          | 0,744 | 0,740 | 0,701 | 0,564 | 0,56   | 4.896.025 Rs  | 3,78 %         | 212.219 Rs    | 285 %         | 9,91 %        |         |
| 6    | Goa                                    | 0,764 | 0,764 | 0,747 | 0,551 | 0,64   | 591.735 Rs    | 0,47 %         | 224.138 Rs    | 301 %         | 5,09 %        |         |
| 7    | Gujarat                                | 0,667 | 0,634 | 0,624 | 0,485 | 0,56   | 9.272.235 Rs  | 7,31 %         | 106.831 Rs    | 143 %         | 16,63 %       |         |
| 8    | Haryana                                | 0,704 | 0,643 | 0,632 | 0,532 | 0,53   | 4.709.976 Rs  | 3,71 %         | 133.427 Rs    | 179 %         | 11,16 %       |         |
| 9    | Himachal Pradesh                       | 0,720 | 0,667 | 0,664 | 0,540 | 0,63   | 999.439 Rs    | 0,79 %         | 92.300 Rs     | 124 %         | 8,06 %        |         |
| 10   | Jammu und Kashmir (Bundesstaat)[i-1]   | 0,684 | 0,590 | 0,568 | 0,355 | 0,55   | 1.056.701 Rs  | 0,84 %         | 59.279 Rs     | 80 %          | 10,35 %       |         |
| 11   | Jharkhand                              | 0,589 | 0,574 | 0,558 | 0,435 | 0,46   | 2.090.832 Rs  | 1,65 %         | 46.131 Rs     | 62 %          | 36,96 %       |         |
| 12   | Karnataka                              | 0,682 | 0,622 | 0,611 | 0,526 | 0,59   | 7.057.414 Rs  | 5,87 %         | 88.968 Rs     | 120 %         | 20,91 %       |         |
| 13   | Kerala                                 | 0,784 | 0,764 | 0,745 | 0,525 | 0,67   | 4.799.151 Rs  | 3,74 %         | 103.820 Rs    | 140 %         | 7,05 %        |         |
| E    | Lakshadweep (Inseln)                   | 0,749 | 0,697 | 0,635 | 0,463 | –      | –             | –              | –             | –             | 2,77 %        |         |
| 14   | Madhya Pradesh                         | 0,594 | 0,529 | 0,516 | 0,463 | 0,49   | 5.264.826 Rs  | 4,15 %         | 51.798 Rs     | 70 %          | 31,65 %       |         |
| 15   | Maharashtra                            | 0,695 | 0,689 | 0,677 | 0,516 | 0,59   | 17.877.920 Rs | 14,42 %        | 117.091 Rs    | 157 %         | 17,35 %       |         |
| 15   | Manipur                                | 0,695 | 0,702 | 0,699 | 0,418 | 0,55   | 173.334 Rs    | 0,14 %         | 41.573 Rs     | 56 %          | 36,89 %       |         |
| 17   | Meghalaya                              | 0,650 | 0,629 | 0,624 | 0,346 | 0,69   | 265.288 Rs    | 0,21 %         | 61.548 Rs     | 83 %          | 11,87 %       |         |
| 18   | Mizoram                                | 0,697 | 0,688 | 0,687 | 0,374 | 0,70   | 124.696 Rs    | 0,10 %         | 76.120 Rs     | 102 %         | 20,40 %       |         |
| 19   | Nagaland                               | 0,676 | 0,700 | 0,697 | 0,289 | 0,52   | 214.766 Rs    | 0,17 %         | 77.529 Rs     | 104 %         | 18,88 %       |         |
| 20   | Odisha (Orissa)                        | 0,597 | 0,537 | 0,524 | 0,393 | 0,51   | 3.305.894 Rs  | 2,61 %         | 52.559 Rs     | 71 %          | 32,59 %       |         |
| F    | Puducherry                             | 0,739 | 0,725 | 0,706 | 0,558 | 0,59   | 255.086 Rs    | 0,20 %         | 143.677 Rs    | 193 %         | 9,69 %        |         |
| 21   | Punjab                                 | 0,721 | 0,668 | 0,663 | 0,514 | 0,59   | 3.839.704 Rs  | 3,03 %         | 92.350 Rs     | 124 %         | 8,26 %        |         |
| 22   | Rajasthan                              | 0,621 | 0,541 | 0,526 | 0,442 | 0,52   | 6.268.581 Rs  | 4,94 %         | 65.974 Rs     | 89 %          | 14,71 %       |         |
| 23   | Sikkim                                 | 0,716 | 0,665 | 0,659 | 0,447 | 0,64   | 149.883 Rs    | 0,12 %         | 176.491 Rs    | 237 %         | 8,19 %        |         |
| 24   | Tamil Nadu                             | 0,708 | 0,666 | 0,655 | 0,498 | 0,60   | 10.345.238 Rs | 8,16 %         | 112.664 Rs    | 151 %         | 11,28 %       |         |
| 29   | Telangana (ab 2014)[i-2]               | 0,664 | –     | –     | –     | –      | 4.740.872 Rs  | 3,73 %         | 95.361 Rs     | 128 %         | –             |         |
| 25   | Tripura                                | 0,655 | 0,663 | 0,626 | 0,382 | 0,51   | 324.468 Rs    | 0,26 %         | 69.705 Rs     | 94 %          | 14,05 %       |         |
| 26   | Uttar Pradesh                          | 0,583 | 0,528 | 0,509 | 0,452 | 0,49   | 10.448.275 Rs | 8,24 %         | 36.250 Rs     | 49 %          | 29,43 %       |         |
| 27   | Uttarakhand                            | 0,677 | 0,652 | 0,647 | 0,466 | 0,57   | 1.487.284 Rs  | 1,17 %         | 103.716 Rs    | 139 %         | 11,26 %       |         |
| 28   | Westbengalen                           | 0,637 | 0,642 | 0,622 | 0,435 | 0,54   | 8.556.797 Rs  | 6,75 %         | 70.059 Rs     | 94 %          | 19,98 %       |         |
| [36] | Bundesstaat 1–29 Unionsterritorium A–G | HDI   | HDI   | GDI   | GEM   | Femdex |               | BIP            | Anteil        | BIP           | zu 100 %      | Armut   |
| [36] | Bundesstaat 1–29 Unionsterritorium A–G | 2017  | 2006  | 2006  | 2006  | 2015   | 2014 nominal  | 2014 nominal   | 2014 pro Kopf | 2014 pro Kopf | 2012          |         |

Siehe auch:
- Bundesstaaten/Territorien: Steigerungen des HDI (1995–2017)
- Bundesstaaten/Territorien: BIP 2014 (in Dollar, sowie kaufkraftbereinigt und pro Kopf)
- Bundesstaaten/Territorien: Wirtschaftsdaten (Beschäftigung, Arbeitslosigkeit, Elektrifizierung)

Weltweiter Vergleich:
- Indiens GII 2017: 0,524 auf Rang 127  (Gender Inequality Index: Index der geschlechtsspezifischen Ungleichheit)
- Indiens BIP: ab 1960; 2017 auf Rang 6  (Bruttoinlandsprodukt)
- Indiens BNP pro Kopf: 2017 auf Rang 149  (Bruttonationaleinkommen)

## Religionen

### Die 6 großen Religionen
Die folgende alphabetische Liste nach der Volkszählung in Indien 2011 („#“ verweist auf die Übersichtskarte oben) vergleicht die Anhänger der 6 großen Religionen in Indien – nur rund 8 Millionen aller Einwohner haben eine „andere Religion oder Überzeugung“ angegeben (0,66 %), darunter 33.304 Atheisten, die nicht an Göttlichkeit glauben (vergleiche Atheismus in Indien und Indiens Religionsanhänger im weltweiten Vergleich). Keine Nennung (Religion not stated) haben insg. 0,24 % aller Einwohner angegeben (2,9 Millionen).
In 27 Staaten/Territorien hat der Hinduismus mehr als 50 % Anteil, in 2 ist der Islam vorherrschend und in 4 Staaten das Christentum, das mit indienweit 2,3 % die drittgrößte Religion ist:
| #    | Bundesstaat 1–29 Unionsterritorium A–G | Einwohner    | Hindus  | Hindus | Muslime | Muslime | Christen | Christen | Sikhs   | Sikhs  | Buddhisten | Buddhisten | Jainas | Jainas | andere  | Atheisten |
| #    | Bundesstaat 1–29 Unionsterritorium A–G | Einwohner    | 2011    | 2001   | 2011    | 2001    | 2011     | 2001     | 2011    | 2001   | 2011       | 2001       | 2011   | 2001   | 2011    | 2011      |
| ---- | -------------------------------------- | ------------ | ------- | ------ | ------- | ------- | -------- | -------- | ------- | ------ | ---------- | ---------- | ------ | ------ | ------- | --------- |
| [36] | Indien                                 | 1.210,9 Mio. | 79,80 % | 80,5 % | 14,23 % | 13,4 %  | 2,30 %   | 2,3 %    | 1,72 %  | 1,9 %  | 0,70 %     | 0,8 %      | 0,37 % | 0,4 %  | 0,66 %  | 0,003 %   |
| A    | Andamanen und Nikobaren                | 0,4 Mio.     | 69,45 % | 69,2 % | 8,52 %  | 8,2 %   | 21,28 %  | 21,7 %   | 0,34 %  | 0,4 %  | 0,09 %     | 0,1 %      | 0,01 % | <0,1 % | 0,15 %  | 333       |
| 1    | Andhra Pradesh (mit Telangana)         | 84,6 Mio.    | 88,46 % | 89,0 % | 9,56 %  | 9,2 %   | 1,34 %   | 1,6 %    | 0,05 %  | <0,1 % | 0,04 %     | <0,1 %     | 0,06 % | 0,1 %  | 0,01 %  | 256       |
| 2    | Arunachal Pradesh                      | 1,4 Mio.     | 29,04 % | 34,6 % | 1,95 %  | 1,9 %   | 30,26 %  | 18,7 %   | 0,24 %  | 0,2 %  | 11,77 %    | 13,0 %     | 0,06 % | <0,1 % | 26,20 % | 348       |
| 3    | Assam                                  | 31,2 Mio.    | 61,47 % | 64,9 % | 34,22 % | 30,9 %  | 3,74 %   | 3,7 %    | 0,07 %  | 0,1 %  | 0,18 %     | 0,2 %      | 0,08 % | 0,1 %  | 0,09 %  | 250       |
| 4    | Bihar                                  | 104,1 Mio.   | 82,69 % | 83,2 % | 16,87 % | 16,5 %  | 0,12 %   | 0,1 %    | 0,02 %  | <0,1 % | 0,02 %     | <0,1 %     | 0,02 % | <0,1 % | 0,01 %  | 47        |
| B    | Chandigarh                             | 1,1 Mio.     | 80,78 % | 78,6 % | 4,87 %  | 3,9 %   | 0,83 %   | 0,8 %    | 13,11 % | 16,1 % | 0,11 %     | 0,1 %      | 0,19 % | 0,3 %  | 0,02 %  | 89        |
| 5    | Chhattisgarh                           | 25,5 Mio.    | 93,25 % | 94,7 % | 2,02 %  | 2,0 %   | 1,92 %   | 1,9 %    | 0,27 %  | 0,3 %  | 0,28 %     | 0,3 %      | 0,24 % | 0,3 %  | 1,94 %  | 14        |
| C    | Dadra und Nagar Haveli[i-3]            | 0,3 Mio.     | 93,93 % | 93,5 % | 3,76 %  | 3,0 %   | 1,49 %   | 2,7 %    | 0,06 %  | 0,1 %  | 0,18 %     | 0,2 %      | 0,35 % | 0,4 %  | 0,09 %  | 4         |
| D    | Daman und Diu[i-3]                     | 0,2 Mio.     | 90,50 % | 89,7 % | 7,92 %  | 7,8 %   | 1,16 %   | 2,1 %    | 0,07 %  | 0,1 %  | 0,09 %     | 0,1 %      | 0,12 % | 0,2 %  | 0,03 %  | 0         |
| G    | Delhi (Hauptstadtterritorium)          | 16,8 Mio.    | 81,68 % | 82,0 % | 12,86 % | 11,7 %  | 0,87 %   | 0,9 %    | 3,40 %  | 4,0 %  | 0,11 %     | 0,2 %      | 0,99 % | 1,1 %  | 0,01 %  | 541       |
| 6    | Goa                                    | 1,5 Mio.     | 66,08 % | 65,8 % | 8,33 %  | 6,8 %   | 25,10 %  | 26,7 %   | 0,10 %  | 0,1 %  | 0,08 %     | <0,1 %     | 0,08 % | 0,1 %  | 0,02 %  | 61        |
| 7    | Gujarat                                | 60,4 Mio.    | 88,57 % | 89,1 % | 9,67 %  | 9,1 %   | 0,52 %   | 0,6 %    | 0,10 %  | 0,1 %  | 0,05 %     | <0,1 %     | 0,96 % | 1,0 %  | 0,03 %  | 405       |
| 8    | Haryana                                | 25,4 Mio.    | 87,46 % | 88,2 % | 7,03 %  | 5,8 %   | 0,20 %   | 0,1 %    | 4,91 %  | 5,5 %  | 0,03 %     | <0,1 %     | 0,21 % | 0,3 %  | 0,01 %  | 180       |
| 9    | Himachal Pradesh                       | 6,9 Mio.     | 95,17 % | 95,4 % | 2,18 %  | 2,0 %   | 0,18 %   | 0,1 %    | 1,16 %  | 1,2 %  | 1,15 %     | 1,2 %      | 0,03 % | <0,1 % | 0,01 %  | 252       |
| 10   | Jammu und Kashmir (Bundesstaat)[i-1]   | 12,5 Mio.    | 28,44 % | 29,6 % | 68,31 % | 67,0 %  | 0,28 %   | 0,2 %    | 1,87 %  | 2,0 %  | 0,90 %     | 1,1 %      | 0,02 % | <0,1 % | 0,01 %  | 30        |
| 11   | Jharkhand                              | 33,0 Mio.    | 67,83 % | 68,6 % | 14,53 % | 13,8 %  | 4,30 %   | 4,1 %    | 0,22 %  | 0,3 %  | 0,03 %     | <0,1 %     | 0,05 % | 0,1 %  | 12,84 % | 36        |
| 12   | Karnataka                              | 61,1 Mio.    | 84,00 % | 83,9 % | 12,92 % | 12,2 %  | 1,87 %   | 1,9 %    | 0,05 %  | <0,1 % | 0,16 %     | 0,7 %      | 0,72 % | 0,8 %  | 0,02 %  | 112       |
| 13   | Kerala                                 | 33,4 Mio.    | 54,73 % | 56,2 % | 26,56 % | 24,7 %  | 18,38 %  | 19,0 %   | 0,01 %  | <0,1 % | 0,01 %     | <0,1 %     | 0,01 % | <0,1 % | 0,02 %  | 4.896     |
| E    | Lakshadweep (Inseln)                   | <0,1 Mio.    | 2,77 %  | 3,7 %  | 96,58 % | 95,5 %  | 0,49 %   | 0,8 %    | 0,01 %  | <0,1 % | 0,02 %     | <0,1 %     | 0,02 % | <0,1 % | 0,01 %  | 1         |
| 14   | Madhya Pradesh                         | 72,6 Mio.    | 90,89 % | 91,1 % | 6,57 %  | 6,4 %   | 0,29 %   | 0,3 %    | 0,21 %  | 0,2 %  | 0,30 %     | 0,3 %      | 0,78 % | 0,9 %  | 0,83 %  | 136       |
| 15   | Maharashtra                            | 112,4 Mio.   | 79,83 % | 80,4 % | 11,54 % | 10,6 %  | 0,96 %   | 1,1 %    | 0,20 %  | 0,2 %  | 5,81 %     | 6,0 %      | 1,25 % | 1,3 %  | 0,16 %  | 9.652     |
| 16   | Manipur                                | 2,7 Mio.     | 41,39 % | 46,0 % | 8,40 %  | 8,8 %   | 41,29 %  | 34,0 %   | 0,05 %  | 0,1 %  | 0,25 %     | 0,1 %      | 0,06 % | 0,1 %  | 8,19 %  | 39        |
| 17   | Meghalaya                              | 3,0 Mio.     | 11,53 % | 13,3 % | 4,40 %  | 4,3 %   | 74,59 %  | 70,3 %   | 0,10 %  | 0,1 %  | 0,33 %     | 0,2 %      | 0,02 % | <0,1 % | 8,71 %  | 9.089     |
| 18   | Mizoram                                | 1,1 Mio.     | 2,75 %  | 3,6 %  | 1,35 %  | 1,1 %   | 87,16 %  | 87,0 %   | 0,03 %  | <0,1 % | 8,51 %     | 7,9 %      | 0,03 % | <0,1 % | 0,07 %  | 30        |
| 19   | Nagaland                               | 2,0 Mio.     | 8,75 %  | 7,7 %  | 2,47 %  | 1,8 %   | 87,93 %  | 90,0 %   | 0,10 %  | 0,1 %  | 0,34 %     | 0,1 %      | 0,13 % | 0,1 %  | 0,16 %  | 21        |
| 20   | Odisha (Orissa)                        | 42,0 Mio.    | 93,63 % | 94,4 % | 2,17 %  | 2,1 %   | 2,77 %   | 2,4 %    | 0,05 %  | <0,1 % | 0,03 %     | <0,1 %     | 0,02 % | <0,1 % | 1,14 %  | 651       |
| F    | Puducherry                             | 1,2 Mio.     | 87,30 % | 86,8 % | 6,05 %  | 6,1 %   | 6,29 %   | 6,9 %    | 0,02 %  | <0,1 % | 0,04 %     | <0,1 %     | 0,11 % | 0,1 %  | 0,01 %  | 44        |
| 21   | Punjab                                 | 27,7 Mio.    | 38,49 % | 36,9 % | 1,93 %  | 1,6 %   | 1,26 %   | 1,2 %    | 57,69 % | 59,9 % | 0,12 %     | 0,2 %      | 0,16 % | 0,2 %  | 0,04 %  | 569       |
| 22   | Rajasthan                              | 68,5 Mio.    | 88,49 % | 88,8 % | 9,07 %  | 8,5 %   | 0,14 %   | 0,1 %    | 1,27 %  | 1,4 %  | 0,02 %     | <0,1 %     | 0,91 % | 1,2 %  | 0,01 %  | 77        |
| 23   | Sikkim                                 | 0,6 Mio.     | 57,76 % | 60,9 % | 1,62 %  | 1,4 %   | 9,91 %   | 6,7 %    | 0,31 %  | 0,2 %  | 27,39 %    | 28,1 %     | 0,05 % | <0,1 % | 2,67 %  | 10        |
| 24   | Tamil Nadu                             | 72,1 Mio.    | 87,58 % | 88,1 % | 5,86 %  | 5,6 %   | 6,12 %   | 6,1 %    | 0,02 %  | <0,1 % | 0,02 %     | <0,1 %     | 0,12 % | 0,1 %  | 0,01 %  | 1.297     |
| 29   | Telangana (ab 2014)[i-2]               | 35,3 Mio.    | −       | −      | −       | −       | −        | −        | −       | −      | −          | −          | −      | −      | −       | −         |
| 25   | Tripura                                | 3,7 Mio.     | 83,40 % | 85,6 % | 8,60 %  | 8,0 %   | 4,35 %   | 3,2 %    | 0,03 %  | <0,1 % | 3,41 %     | 3,1 %      | 0,02 % | <0,1 % | 0,04 %  | 53        |
| 26   | Uttar Pradesh                          | 199,8 Mio.   | 79,73 % | 80,6 % | 19,26 % | 18,5 %  | 0,18 %   | 0,1 %    | 0,32 %  | 0,4 %  | 0,10 %     | 0,2 %      | 0,11 % | 0,1 %  | 0,01 %  | 2.425     |
| 27   | Uttarakhand                            | 10,1 Mio.    | 82,97 % | 85,0 % | 13,95 % | 11,9 %  | 0,37 %   | 0,3 %    | 2,34 %  | 2,5 %  | 0,15 %     | 0,1 %      | 0,09 % | 0,1 %  | 0,01 %  | 572       |
| 28   | Westbengalen                           | 91,3 Mio.    | 70,54 % | 72,5 % | 27,01 % | 25,2 %  | 0,72 %   | 0,6 %    | 0,07 %  | 0,1 %  | 0,31 %     | 0,3 %      | 0,07 % | 0,1 %  | 1,03 %  | 784       |
| [36] | Bundesstaat 1–29 Unionsterritorium A–G | Einwohner    | 2011    | 2001   | 2011    | 2001    | 2011     | 2001     | 2011    | 2001   | 2011       | 2001       | 2011   | 2001   | 2011    | 2011      |
| [36] | Bundesstaat 1–29 Unionsterritorium A–G | Einwohner    | Hindus  | Hindus | Muslime | Muslime | Christen | Christen | Sikhs   | Sikhs  | Buddhisten | Buddhisten | Jainas | Jainas | andere  | Atheisten |

### Andere Religionen und Überzeugungen
Die folgende alphabetische Liste vergleicht die Nennungen bei der Volkszählung in Indien 2011 unter Other Religions and Persuasions (statt 99,11 % der 6 großen Religionen oder 0,24 % ohne Nennung):
- Einwohnerzahl – insg. nur 8 Millionen Nennungen (0,66 % von Indiens Einwohnern)
- ländlicher Anteil, im Unterschied zu städtisch
- Geschlechterverteilung: Anzahl der weiblichen je 1000 männlichen Anhängern (ausgeglichen wäre 1000 : 1000)
- Scheduled Tribes (ST): Zahl der im jeweiligen Staat anerkannten Stammesgemeinschaften (insgesamt 693 ST im Jahr 2014)
- drei meistgenannte Nennungen je Staat/Territorium

53 % aller Nennungen gibt es im Bundesstaat Jharkhand (4,2 Mio.), wo auch die anhängerstärkste ethnische Religion Sarna (Kurzinfo) mit 4,1 Mio. Anhängern vertreten ist. Die zweitmeistgenannte „Gond, Gondi“ (1 Mio. Anhänger) stammt vom Gond-Volk und die drittstärkste Religion namens „Sari Dharma“ (0,5 Mio.) ist am stärksten vertreten beim Santal-Volk – diese 3 Religionen erhalten zusammen 82 % aller Nennungen, das sind 0,54 % der Einwohner Indiens (siehe die 20 anhängerstärksten „Anderen Religionen“):
| Indien 2011: „Andere Religionen und Überzeugungen“ | Indien 2011: „Andere Religionen und Überzeugungen“ | Indien 2011: „Andere Religionen und Überzeugungen“ | Indien 2011: „Andere Religionen und Überzeugungen“ | Indien 2011: „Andere Religionen und Überzeugungen“ | Indien 2011: „Andere Religionen und Überzeugungen“ | Indien 2011: „Andere Religionen und Überzeugungen“ | Indien 2011: „Andere Religionen und Überzeugungen“ | Indien 2011: „Andere Religionen und Überzeugungen“ | Indien 2011: „Andere Religionen und Überzeugungen“ | Indien 2011: „Andere Religionen und Überzeugungen“ | Indien 2011: „Andere Religionen und Überzeugungen“ | Indien 2011: „Andere Religionen und Überzeugungen“ |
| #                                                  | Bundesstaat 1–29 Territorium A–G                   | Einwohner                                          | Andere R. und Ü.                                   | ländlich                                           | weiblich                                           | ST                                                 | meistgenannt                                       | meistgenannt                                       | zweitmeistgenannt                                  | zweitmeistgenannt                                  | drittmeistgenannt                                  | drittmeistgenannt                                  |
| #                                                  | Bundesstaat 1–29 Territorium A–G                   | Einwohner                                          | Andere R. und Ü.                                   | ländlich                                           | weiblich                                           | ST                                                 | Zahl                                               | Name                                               | Zahl                                               | Name                                               | Zahl                                               | Name                                               |
| -------------------------------------------------- | -------------------------------------------------- | -------------------------------------------------- | -------------------------------------------------- | -------------------------------------------------- | -------------------------------------------------- | -------------------------------------------------- | -------------------------------------------------- | -------------------------------------------------- | -------------------------------------------------- | -------------------------------------------------- | -------------------------------------------------- | -------------------------------------------------- |
| [36]                                               | Indien 00000f(0,6555 %)                            | 1.210,9 Mio.                                       | 7.937.734                                          | 90,69 %                                            | 1009 : 1000                                        | 693                                                | 4.957.467                                          | Sarna: 62,5 %                                      | 1.026.344                                          | „Gondi“: 12,9 %                                    | 506.369                                            | Sari Dharma: 6 %                                   |
| A                                                  | Andamanen und Nikobaren                            | 0,4 Mio.                                           | 564                                                | 78,55 %                                            | 779 : 1000                                         | 6                                                  | 333                                                | Atheismus                                          | 129                                                | Bahaitum                                           | 59                                                 | Sarna                                              |
| 1                                                  | Andhra Pradesh (mit Telangana)                     | 84,6 Mio.                                          | 9.547                                              | 38,86 %                                            | 983 : 1000                                         | 25                                                 | 609                                                | Parsen/Zoroastr.                                   | 391                                                | „Addi Bassi“                                       | 256                                                | Atheismus                                          |
| 2                                                  | Arunachal Pradesh 0(4,6 %)                         | 1,4 Mio.                                           | 362.553                                            | 81,92 %                                            | 1014 : 1000                                        | 16                                                 | 324.604                                            | „Doni Polo“                                        | 14.663                                             | „Tribal Religion“                                  | 10.598                                             | „Rangfra“                                          |
| 3                                                  | Assam                                              | 31,2 Mio.                                          | 27.118                                             | 94,19 %                                            | 980 : 1000                                         | 29                                                 | 6.644                                              | „Doni Polo“                                        | 2.381                                              | „Fralung“                                          | 1.032                                              | „Heraka“                                           |
| 4                                                  | Bihar                                              | 104,1 Mio.                                         | 13.437                                             | 92,01 %                                            | 966 : 1000                                         | 33                                                 | 10.407                                             | Sarna                                              | 364                                                | „Santal“                                           | 50                                                 | Bahai-Religion                                     |
| B                                                  | Chandigarh                                         | 1,1 Mio.                                           | 246                                                | 6,50 %                                             | 618 : 1000                                         | 0                                                  | 89                                                 | Atheismus                                          | 40                                                 | „Nirankari“                                        | 36                                                 | Bahai-Religion                                     |
| 5                                                  | Chhattisgarh 000000(6,2 %)                         | 25,5 Mio.                                          | 494.594                                            | 96,46 %                                            | 1026 : 1000                                        | 42                                                 | 368.438                                            | „Gondi“                                            | 57.011                                             | „Adim dhamm“                                       | 28.411                                             | „Adi Dharam“                                       |
| C                                                  | Dadra und Nagar Haveli[i-3]                        | 0,3 Mio.                                           | 293                                                | 66,12 %                                            | 1254 : 1000                                        | 7                                                  | 52                                                 | Parsen/Zoroastr.                                   | 5                                                  | „Tribal Religion“                                  | 4                                                  | Atheismus                                          |
| D                                                  | Daman und Diu[i-3]                                 | 0,2 Mio.                                           | 79                                                 | 11,39 %                                            | 881 : 1000                                         | 5                                                  | 67                                                 | Parsen/Zoroastr.                                   | 12                                                 | unklassifiziert                                    | 0                                                  |                                                    |
| G                                                  | Delhi (Hauptstadtterritorium)                      | 16,8 Mio.                                          | 2.197                                              | 1,32 %                                             | 914 : 1000                                         | 0                                                  | 541                                                | Atheismus                                          | 221                                                | Parsen/Zoroastr.                                   | 90                                                 | „Nirankari“                                        |
| 6                                                  | Goa                                                | 1,5 Mio.                                           | 258                                                | 26,36 %                                            | 804 : 1000                                         | 8                                                  | 61                                                 | Atheismus                                          | 53                                                 | Parsen/Zoroastr.                                   | 4                                                  | Bahai-Religion                                     |
| 7                                                  | Gujarat                                            | 60,4 Mio.                                          | 16.480                                             | 33,48 %                                            | 971 : 1000                                         | 29                                                 | 9.727                                              | Parsen/Zoroastr.                                   | 1.981                                              | „Addi Bassi“                                       | 1.353                                              | Parsen/Zoroastr.                                   |
| 8                                                  | Haryana                                            | 25,4 Mio.                                          | 2.548                                              | 39,76 %                                            | 1293 : 1000                                        | 0                                                  | 266                                                | „Nirankari“                                        | 180                                                | Atheismus                                          | 83                                                 | Parsen/Zoroastr.                                   |
| 9                                                  | Himachal Pradesh                                   | 6,9 Mio.                                           | 856                                                | 90,90 %                                            | 857 : 1000                                         | 10                                                 | 252                                                | Atheismus                                          | 105                                                | Bahai-Religion                                     | 55                                                 | Sarna                                              |
| 10                                                 | Jammu und Kashmir (Bundesstaat)[i-1]               | 12,5 Mio.                                          | 1.508                                              | 83,95 %                                            | 880 : 1000                                         | 12                                                 | 30                                                 | Atheismus                                          | 2                                                  | Parsen/Zoroastr.                                   | 1                                                  | „Sanamahi“                                         |
| 11                                                 | Jharkhand 0000000(53,4 %)                          | 33,0 Mio.                                          | 4.235.786                                          | 91,68 %                                            | 1004 : 1000                                        | 32                                                 | 4.131.282                                          | Sarna                                              | 42.422                                             | „Addi Bassi“                                       | 29.187                                             | „Bidin“                                            |
| 12                                                 | Karnataka                                          | 61,1 Mio.                                          | 11.263                                             | 45,02 %                                            | 975 : 1000                                         | 50                                                 | 1.199                                              | „Tribal Religion“                                  | 443                                                | Parsen/Zoroastr.                                   | 178                                                | „Adi Bassi“                                        |
| 13                                                 | Kerala                                             | 33,4 Mio.                                          | 7.618                                              | 46,95 %                                            | 852 : 1000                                         | 36                                                 | 4.896                                              | Atheismus                                          | 233                                                | „Paniyar“                                          | 189                                                | Bahai-Religion                                     |
| E                                                  | Lakshadweep (Inseln)                               | <0,1 Mio.                                          | 7                                                  | 100,00 %                                           | 167 : 1000                                         | 1                                                  | 1                                                  | „Doni Polo“                                        | 1                                                  | Atheismus                                          | 5                                                  | unklassifiziert                                    |
| 14                                                 | Madhya Pradesh 000(7,6 %)                          | 72,6 Mio.                                          | 599.594                                            | 98,79 %                                            | 1021 : 1000                                        | 43                                                 | 584.884                                            | „Gondi“                                            | 3.022                                              | „Addi Bassi“                                       | 1.226                                              | „Nature Religion“                                  |
| 15                                                 | Maharashtra 000000'(2,3 %)                         | 112,4 Mio.                                         | 178.965                                            | 52,33 %                                            | 992 : 1000                                         | 45                                                 | 66.857                                             | „Gondi“                                            | 44.854                                             | Parsen/Zoroastr.                                   | 18.833                                             | „Adi Bassi“                                        |
| 16                                                 | Manipur 0000000000(2,9 %)                          | 2,7 Mio.                                           | 233.767                                            | 59,83 %                                            | 1020 : 1000                                        | 34                                                 | 222.315                                            | „Sanamahi“                                         | 6.444                                              | „Heraka“                                           | 2.032                                              | Judentum                                           |
| 17                                                 | Meghalaya 00000000(3,3 %)                          | 3,0 Mio.                                           | 258.271                                            | 90,08 %                                            | 1018 : 1000                                        | 17                                                 | 138.480                                            | Khasi                                              | 84.258                                             | Niamtre                                            | 19.803                                             | Songsarek                                          |
| 18                                                 | Mizoram                                            | 1,1 Mio.                                           | 808                                                | 53,71 %                                            | 1010 : 1000                                        | 15                                                 | 332                                                | Judentum                                           | 30                                                 | Atheismus                                          | 16                                                 | „Doni Polo“                                        |
| 19                                                 | Nagaland                                           | 2,0 Mio.                                           | 3.214                                              | 93,25 %                                            | 984 : 1000                                         | 5                                                  | 2.475                                              | „Heraka“                                           | 251                                                | „Animist“                                          | 176                                                | „Pagan“                                            |
| 20                                                 | Odisha 0000000000'(6,0 %)                          | 42,0 Mio.                                          | 478.317                                            | 96,56 %                                            | 1030 : 1000                                        | 62                                                 | 403.350                                            | Sarna                                              | 53.711                                             | „Adi Dharam“                                       | 8.946                                              | „Adi“                                              |
| F                                                  | Puducherry                                         | 1,2 Mio.                                           | 168                                                | 23,21 %                                            | 909 : 1000                                         | 0                                                  | 44                                                 | Atheismus                                          | 8                                                  | Parsen/Zoroastr.                                   | 7                                                  | Bahai-Religion                                     |
| 21                                                 | Punjab                                             | 27,7 Mio.                                          | 10.886                                             | 61,05 %                                            | 898 : 1000                                         | 0                                                  | 1.143                                              | „Nirankari“                                        | 569                                                | Atheismus                                          | 190                                                | Sarna                                              |
| 22                                                 | Rajasthan                                          | 68,5 Mio.                                          | 4.676                                              | 72,86 %                                            | 949 : 1000                                         | 12                                                 | 878                                                | „Addi Bassi“                                       | 114                                                | „Bhil“                                             | 85                                                 | Parsen/Zoroastr.                                   |
| 23                                                 | Sikkim                                             | 0,6 Mio.                                           | 16.300                                             | 96,72 %                                            | 958 : 1000                                         | 4                                                  | 12.331                                             | „Yumasam“                                          | 3.300                                              | „Animist“                                          | 228                                                | Bahai-Religion                                     |
| 24                                                 | Tamil Nadu                                         | 72,1 Mio.                                          | 7.414                                              | 34,89 %                                            | 961 : 1000                                         | 36                                                 | 1.297                                              | Atheismus                                          | 271                                                | „A. C.“                                            | 127                                                | Parsen/Zoroastr.                                   |
| 29                                                 | Telangana (ab 2014)[i-2]                           | 35,3 Mio.                                          | -                                                  | -                                                  | -                                                  | -                                                  | -                                                  | -                                                  | -                                                  | -                                                  | -                                                  | -                                                  |
| 25                                                 | Tripura                                            | 3,7 Mio.                                           | 1.514                                              | 80,85 %                                            | 914 : 1000                                         | 19                                                 | 614                                                | Bahai-Religion                                     | 161                                                | „Subba“                                            | 53                                                 | Atheismus                                          |
| 26                                                 | Uttar Pradesh                                      | 199,8 Mio.                                         | 13.598                                             | 69,99 %                                            | 923 : 1000                                         | 15                                                 | 3.419                                              | „Gondi“                                            | 2.425                                              | Atheismus                                          | 597                                                | Bahai-Religion                                     |
| 27                                                 | Uttarakhand                                        | 10,1 Mio.                                          | 993                                                | 69,69 %                                            | 970 : 1000                                         | 5                                                  | 572                                                | Atheismus                                          | 5                                                  | Judentum                                           | 5                                                  | Parsen/Zoroastr.                                   |
| 28                                                 | Westbengalen 0000(11,9 %)                          | 91,3 Mio.                                          | 942.297                                            | 97,46 %                                            | 1005 : 1000                                        | 40                                                 | 506.350                                            | Sari Dharma                                        | 403.250                                            | Sarna                                              | 6.735                                              | „Yumasam“                                          |
| [36]                                               | Bundesstaat 1–29 Territorium A–G                   | Einwohner                                          | Andere R. und Ü.                                   | ländlich                                           | weiblich                                           | ST                                                 | Zahl                                               | Name                                               | Zahl                                               | Name                                               | Zahl                                               | Name                                               |
| [36]                                               | Bundesstaat 1–29 Territorium A–G                   | Einwohner                                          | Andere R. und Ü.                                   | ländlich                                           | weiblich                                           | ST                                                 | meistgenannt                                       | meistgenannt                                       | zweitmeistgenannt                                  | zweitmeistgenannt                                  | drittmeistgenannt                                  | drittmeistgenannt                                  |

## Zusätzliche Informationen
| Wissenswertes zu den Bundesstaaten (# 1–29) und den 7 Unionsterritorien (# A–G) | Wissenswertes zu den Bundesstaaten (# 1–29) und den 7 Unionsterritorien (# A–G) | Wissenswertes zu den Bundesstaaten (# 1–29) und den 7 Unionsterritorien (# A–G) | Wissenswertes zu den Bundesstaaten (# 1–29) und den 7 Unionsterritorien (# A–G) | Wissenswertes zu den Bundesstaaten (# 1–29) und den 7 Unionsterritorien (# A–G) | Wissenswertes zu den Bundesstaaten (# 1–29) und den 7 Unionsterritorien (# A–G) | Wissenswertes zu den Bundesstaaten (# 1–29) und den 7 Unionsterritorien (# A–G) |
| #                                                                               | Karte                                                                           | Hoheitszeichen                                                                  | Staat / Territorium                                                             | Hauptstadt                                                                      | Amtssprachen                                                                    | Wissenswertes |
| ------------------------------------------------------------------------------- | ------------------------------------------------------------------------------- | ------------------------------------------------------------------------------- | ------------------------------------------------------------------------------- | ------------------------------------------------------------------------------- | ------------------------------------------------------------------------------- | --- |
| [36]                                                                            |                                                                                 |                                                                                 | Indien भारत Bharat                                                               | Neu-Delhi                                                                       | Hindi und Englisch sowie 22 Verfassungssprachen                                 | Seinen deutschen Namen hat Indien von dem in Tibet entspringenden Fluss Indus, dessen Name sich von dem Sanskrit-Wort Sindhu („Fluss“) herleitet. Auf Urdu heißt das Land Hind, die Hindi-Bezeichnung Bharat wurde zum amtlichen Namen. Das Wappen Indiens zeigt den Säulenknauf (Kapitell) einer „Ashokasäule“, die der Mauryaherrscher Ashoka im 3. Jahrhundert v. Chr. in seinem großen Gebiet errichten ließ. Das Kapitell besteht aus vier Rücken an Rücken stehenden Löwen, die auf einem glockenförmigen Lotussockel stehen. Zwischen Löwen und Lotuselement befindet sich das Radsymbol (Dharmachakra) und vier kleinere Tierdarstellungen (Buckelrind, Pferd, Elefant, Löwe), von denen im Wappen nur Pferd und Buckelrind zu sehen sind. |
| A                                                                               |                                                                                 |                                                                                 | Andamanen und Nikobaren (Inseln) अंडमान और नोकोबार द्वीप समूह                           | Port Blair                                                                      | Stammessprachen, Hindi                                                          | Die Inseln der Andamanen und der Nikobaren dienten vor der Unabhängigkeit Indiens aufgrund ihrer Abgeschiedenheit unter anderem als Verbannungsorte für Mitglieder der indischen Unabhängigkeitsbewegung. Die Inselgruppen liegen im Andamanischen Meer (Andamanensee), rund 1.200 km südöstlich von Kolkata und 1.200 km östlich von Chennai. Eine wichtige Einnahmequelle der Inseln ist der Tourismus, jedoch ist für die Einreise neben einem Visum für Indien eine zusätzliche Sondergenehmigung nötig. |
| 1                                                                               |                                                                                 |                                                                                 | Andhra Pradesh ఆంధ్ర ప్రదేశ్                                                         | Amaravati                                                                       | Telugu                                                                          | Der Name des Bundesstaates bedeutet im Sanskrit „Land der Andhra“, eines schon in vorchristlicher Zeit bekannten Volkes. Der Bundesstaat entstand 1953 als Bundesstaat Andhra aus den Telugu-sprachigen Anteilen des damaligen Bundesstaats Madras. 1956 bis 2014 gehörte auch Telangana zu Andhra Pradesh, bis es 2014 ein eigener Bundesstaat wurde. |
| 2                                                                               |                                                                                 |                                                                                 | Arunachal Pradesh अरुणाचल प्रदेश                                                    | Itanagar                                                                        | Englisch                                                                        | Arunachal Pradesh bedeutet „Land des Sonnenaufgangs“. Es handelt sich um umstrittenes Territorium, das größtenteils aus dem Gebiet des North-East Frontier Tracts besteht. Dieses Gebiet kam erst spät zu Britisch-Indien und wird auch von der Volksrepublik China beansprucht. 1962 kam es hier zu einem Grenzkrieg beider Staaten. |
| 3                                                                               |                                                                                 |                                                                                 | Assam অসম                                                                       | Dispur                                                                          | Asamiya, Bengalisch, Bodo, Santali                                              | Nach der Unabhängigkeit Indiens von den Briten umfasste Assam das gesamte Gebiet Nordostindiens. Die Region ist nur durch einen schmalen Landkorridor mit dem übrigen Indien verbunden, was ihre sozioökonomische Entwicklung behindert hat. Die vielen verschiedenen Ethnien des Gebietes strebten nach Autonomie und im Laufe der Zeit wurden mehrere Regionen von Assam abgetrennt und zu neuen Bundesstaaten. |
| 4                                                                               |                                                                                 |                                                                                 | Bihar बिहार                                                                       | Patna                                                                           | Hindi, Maithili, Santali                                                        | Bihar gilt als ärmster Bundesstaat Indien. Der Bundesstaat ist sehr dicht besiedelt, verfügt aber auch über sehr fruchtbares Ackerland. Häufiger kommt es zur Monsunzeit zu Überschwemmungen, wodurch oft mehrere Millionen Menschen in Mitleidenschaft gezogen werden. |
| B                                                                               |                                                                                 |                                                                                 | Chandigarh : ਚੰਡੀਗੜ੍ਹ चंडीगढ़                                                         | Chandigarh                                                                      | Panjabi, Hindi                                                                  | Chandigarh ist Hauptstadt der Bundesstaaten Punjab im Westen und Haryana im Osten der Stadt. Für die Errichtung einer neuen Hauptstadt wurden zunächst der US-amerikanische Städteplaner Albert Mayer und sein Partner beauftragt. Nachdem dieser tödlich verunglückte, schied Mayer aus der Planung aus. Nachfolger wurde auf Wunsch Nehrus der Schweizer Architekt Le Corbusier. |
| 5                                                                               |                                                                                 |                                                                                 | Chhattisgarh छत्तीसगढ़                                                             | Raipur                                                                          | Hindi                                                                           | Chhattisgarh wurde am 1. November 2000 durch Mehrheitsbeschluss beider Kammern des Bundesparlaments sowie des Parlaments von Madhya Pradesh durch eine Abspaltung der östlichen Distrikte dieses Bundesstaates gebildet. |
| C                                                                               |                                                                                 |                                                                                 | Dadra und Nagar Haveli દાદરા-નગરહવેલી                                               | Silvassa                                                                        | Gujarati                                                                        | Dadra ist eine Enklave im indischen Bundesstaat Gujarat, Nagar Haveli liegt nur einige Kilometer südlicher zwischen den Bundesstaaten Gujarat und Maharashtra. 1954 übernahmen Nationalisten die Macht. Indien weigerte sich, den portugiesischen Truppen den Durchgang durch indisches Territorium zu gestatten, sodass dieser Zustand bis 1961 andauerte, als Indien das Gebiet regulär annektierte. Dadra und Nagar Haveli wurde 2020 mit Daman und Diu zu einem Unionsterritorium vereinigt. |
| D                                                                               |                                                                                 |                                                                                 | Daman und Diu દમન ઔર દીવ                                                         | Daman                                                                           | Gujarati                                                                        | Damão e Diu war früher zusammen mit Goa ein Teil der portugiesischen Kolonie Portugiesisch-Indien. Der Name „Daman“ kommt vermutlich vom Namen des Flusses Damanganga, der hier in das Arabische Meer mündet. Bekannt ist Daman (wie auch Diu) auch durch den Umstand, dass im Gegensatz zum Bundesstaat Gujarat der Alkoholausschank erlaubt ist. Daman und Diu wurde 2020 mit Dadra und Nagar Haveli zu einem Unionsterritorium vereinigt. |
| G                                                                               |                                                                                 |                                                                                 | Delhi (Hauptstadtterritorium) दिल्ली                                               | Neu-Delhi                                                                       | Hindi Urdu                                                                      | Das Unionsterritorium Delhi („Stadt des Herzen“) besteht sowohl geografisch als auch historisch gesehen aus mehreren einzelnen Städten. Die beiden größten Städte sind Delhi und die Hauptstadt Neu-Delhi. |
| 6                                                                               |                                                                                 |                                                                                 | Goa गोंय                                                                          | Panaji                                                                          | Konkani                                                                         | Goa ist der kleinste Bundesstaat und war rund 450 Jahre lang portugiesische Kolonie. Daher rührt auch der hohe katholische Bevölkerungsanteil. Goa ist mit seinen Stränden eines der wichtigsten Touristenziele Indiens. |
| 7                                                                               |                                                                                 |                                                                                 | Gujarat ગુજરાત                                                                    | Gandhinagar                                                                     | Gujarati                                                                        | Gujarat ist der westlichste Küsten- (und Bundes-)Staat Indiens mit einer Küstenlänge von 1.600 km – mehr als alle anderen Bundesstaaten und stellt einen Übergang dar von der monsunbestimmten Küste zum trockeneren Rajasthan und Sindh. In Gujarat findet sich das letzte Vorkommen von Löwen in ihrem natürlichen Verbreitungsgebiet außerhalb Afrikas. |
| 8                                                                               |                                                                                 |                                                                                 | Haryana हरियाणा                                                                    | Chandigarh                                                                      | Hindi                                                                           | 1947 wurden Indien und Pakistan in die Selbständigkeit entlassen, der Punjab zwischen Indien und Pakistan geteilt. 1966 wurde der Hindi sprechende Teil des indischen Punjab vom Rest des Bundesstaates abgespaltet. Er wurde als Haryana ein eigener indischer Bundesstaat. |
| 9                                                                               |                                                                                 |                                                                                 | Himachal Pradesh हिमाचल प्रदेश                                                      | Shimla                                                                          | Hindi                                                                           | Himachal Pradesh besteht zu 68 % aus Waldgebieten. Oberhalb der Stadt Dharmshala, vor der ersten hohen Bergkette des Himalaja, hat der 14. Dalai Lama seinen Exilwohnsitz. |
| 10                                                                              |                                                                                 |                                                                                 | Jammu und Kashmir (Bundesstaat) जम्मू और कश्मीर Flagge:                             | Srinagar und Jammu                                                              | Kashmiri Dogri                                                                  | Jammu and Kashmir ist ein Teil der zwischen der Volksrepublik China, Indien und Pakistan umstrittenen Region Kaschmir. Der Bundesstaat besteht aus drei Kulturlandschaften: dem überwiegend muslimischen Kashmirtal, dem überwiegend hinduistischen Jammu und der buddhistisch geprägten Hochebene von Ladakh. Die Landesregierung hat ihren Sitz im Sommer in Srinagar und im Winter in Jammu. Am 31. Oktober 2019 wurde der Bundesstaat aufgelöst und in die Unionsterritorien Jammu und Kashmir und Ladakh geteilt. |
| 11                                                                              |                                                                                 |                                                                                 | Jharkhand झारखंड                                                                  | Ranchi                                                                          | Hindi Santali                                                                   | In Jharkhand liegen die wichtigsten Kohlenabbaugebiete Indiens. Der höchste Berg in Jharkhand ist mit 1.365 m der Parasnath, ein wichtiger Pilgerort der Religionsgemeinschaft des Jainismus. Die Geschichte Jharkhands war lange eng mit der Geschichte des heute benachbarten Bihar verknüpft, aus dem es 2000 ausgegliedert wurde. |
| 12                                                                              |                                                                                 |                                                                                 | Karnataka ಕರ್ನಾಟಕ                                                                 | Bangalore                                                                       | Kannada                                                                         | Bis 1973 trug Karnataka den Namen Mysore, nach einem früheren Fürstenstaat. Die Hauptstadt Mysores ist Bengaluru (bis 2014: Bangalore), ein Zentrum der indischen IT-Industrie. |
| 13                                                                              |                                                                                 |                                                                                 | Kerala കേരളം                                                                      | Thiruvananthapuram                                                              | Malayalam                                                                       | Der Bundesstaat Kerala entstand 1956 durch den Zusammenschluss der drei ehemaligen Fürstenstaaten Cochin, Malabar und Travancore. Der Name Kerala bedeutet wörtlich „Land der Kokospalmen“. Kerala ist hinsichtlich sozioökonomischer Faktoren (Bildung, Frauenrechte, Wirtschaftsleistung) einer der am höchsten entwickelten Bundesstaaten Indiens. |
| E                                                                               |                                                                                 |                                                                                 | Lakshadweep (Inseln) ലക്ഷദ്വീപ്                                                     | Kavaratti                                                                       | Malayalam                                                                       | Die Inseln liegen nördlich der Malediven, zwischen 200 und 300 km von der Küste Keralas entfernt. Der Ursprung des Namens Lakhshadweep ist nicht eindeutig geklärt. Die Inselbevölkerung ist fast vollständig muslimischen Glaubens. |
| 14                                                                              |                                                                                 |                                                                                 | Madhya Pradesh मध्य प्रदेश                                                         | Bhopal                                                                          | Hindi                                                                           | Madhya Pradesh („Mittelstaat“) entstand nach der Unabhängigkeit zum größten Teil aus den früheren britischen Central Provinces. Im unabhängigen Indien änderten sich die Grenzen noch zweimal: 1956 im States Reorganisation Act und 2000, als Chhattisgarh gebildet wurde. Der Bundesstaat gilt als ein Kernland der hinduistischen Kultur. |
| 15                                                                              |                                                                                 |                                                                                 | Maharashtra महाराष्ट्र                                                              | Mumbai                                                                          | Marathi Santali                                                                 | Auf dem Gebiet des heutigen Maharashtras befanden sich zum Anfang des 20. Jahrhunderts Teile der damaligen Gebiete Bombay, Hyderabad und der Zentralprovinzen. Nachdem sich Bombay 1956 um das gesamte Gebiet des heutigen Maharashtras vergrößerte, wurde Bombay entlang der Sprachgrenze 1960 in die Bundesstaaten Gujarat und Maharashtra geteilt. |
| 16                                                                              |                                                                                 |                                                                                 | Manipur মনিপুর                                                                    | Imphal                                                                          | Meitei Bishnupriya Manipuri                                                     | Manipur wurde 1826 mit Hilfe der Briten von Birma unabhängig. Für an Birma abgetretenes Land sowie die Aufstellung von Grenzposten erhielt der Raja von Manipur eine jährliche Entschädigung. Im Bundesstaat kämpfen heute Separatisten (Naga) um die Unabhängigkeit bzw. den Anschluss an Nagaland. |
| 17                                                                              |                                                                                 |                                                                                 | Meghalaya मेघालय                                                                  | Shillong                                                                        | Khasi Garo                                                                      | Der Bundesstaat Meghalaya entstand 1972 durch Ausgliederung zweier Bergdistrikte mit überwiegender Stammesbevölkerung (Scheduled Tribes) aus Assam. Der neugebildete Sanskrit-Name Meghalaya bedeutet „Wohnstätte der Wolken“ (Abode of the Clouds) und beschreibt damit eine der regenreichsten Gegenden der Welt mit über 120 Regentagen in der ausgedehnten Regenzeit zwischen April und Oktober. Im Süden Meghalayas fallen die Khasi-Berge steil ab und bringen die aufsteigenden Monsunwolken zum Abregnen. Hier hält die Bergstadt Cherrapunji seit 1861 den Weltrekord für die höchste Jahresmenge an Niederschlag (26,5 m), das Dorf Mawsynram hält seit 2015 den Weltrekord für die höchste durchschnittliche Jahresmenge (11,9 m). Ein Teil dieser anhaltenden Monsunregen fließt ab in unzähligen Wasserfällen, die Nohkalikai Falls sind mit 340 Metern die höchsten Indiens. |
| 18                                                                              |                                                                                 |                                                                                 | Mizoram मिज़ोरम                                                                    | Aizawl                                                                          | Mizo                                                                            | Mizoram ist einer der sieben „Schwesterstaaten“ in Nordostindien. Die Bevölkerung ist überwiegend christlichen Bekenntnisses und gehört tibeto-birmanischen Ethnien an. |
| 19                                                                              |                                                                                 |                                                                                 | Nagaland नागालैंड                                                                   | Kohima                                                                          | Englisch                                                                        | Etwa 84 % der Bevölkerung von Nagaland sind 16 Naga-Stämmen zuzurechnen, die eine indo-mongolische ethnische Gruppe darstellen. Über 85 % der Bevölkerung sind Christen, mehrheitlich Baptisten. |
| 20                                                                              |                                                                                 |                                                                                 | Odisha (bis 2011: Orissa) ଓଡ଼ିଶା                                                   | Bhubaneswar                                                                     | Oriya Santali                                                                   | In der klassischen indischen Geschichte bestand im heutigen Odisha der Staat Kalinga, der von Kaiser Ashoka so blutig erobert worden war, dass dieser aus Reue angeblich zum Buddhismus übertrat. Bis zum Jahr 2011 trug der Bundesstaat den Namen Orissa. |
| F                                                                               |                                                                                 |                                                                                 | Puducherry புதுச்சேரி                                                                | Puducherry                                                                      | Tamilisch                                                                       | Zu Puducherry gehören die bis 1954 im französischen Kolonialgebiet Französisch-Indien liegenden Gebiete Mahé an der südlichen Westküste und die an der Ostküste liegenden Gebiete Karaikal, Yanam und Pondicherry selbst, das 2006 in Puducherry umbenannt wurde. |
| 21                                                                              |                                                                                 |                                                                                 | Punjab ਪੰਜਾਬ                                                                      | Chandigarh                                                                      | Panjabi Hindi, Urdu Englisch                                                    | Der Name Panjab entstammt dem Persischen und bedeutet wörtlich „fünf Wasser“, eine Anspielung auf die fünf großen Flüsse der Region. Das Kernland der Sikhs wurde, wie auch andere Gebiete, 1947 mit der Selbständigkeit zwischen Indien und Pakistan aufgeteilt. Der bei Indien verbliebene Teil wurde 1966 erneut geteilt in den Hindu-Bundesstaat Haryana und den Sikh-Bundesstaat Punjab. |
| 22                                                                              |                                                                                 |                                                                                 | Rajasthan राजस्थान                                                                 | Jaipur                                                                          | Hindi Englisch Rajasthani                                                       | Rajasthan, das Land der Könige – Touristenmagnet mit vor allem Jaipur, Jodhpur und Udaipur als „orientalisches Märchenland“ – umfasst die trockensten Gebiete Indiens. Die Wüste Thar gilt allerdings als die bevölkerungsreichste Wüste der Welt, da die Einwohner seit Jahrhunderten den saisonalen Regen sammeln, um auch in der Trockenheit Wasser für die Felder zu haben. |
| 23                                                                              |                                                                                 |                                                                                 | Sikkim सिक्किम                                                                     | Gangtok                                                                         | Lepcha, Limbu Tibetisch, Nepali Hindi                                           | Nach einer von Indien stark beeinflussten Volksbefragung erklärte das ehemalige Königreich Sikkim 1975 seinen Beitritt als 22. Bundesstaat der Indischen Union. Der Streit Indiens mit dem benachbarten China um die Anerkennung dieses Schritts wurde erst 2005 vertraglich beigelegt. |
| 24                                                                              |                                                                                 |                                                                                 | Tamil Nadu தமிழ் நாடு                                                               | Chennai                                                                         | Tamilisch                                                                       | Tamil Nadu entstand in seinen heutigen Grenzen 1956 entlang der Sprachgrenze des Tamil und hieß zunächst Madras. Erst 1969 erhielt der Staat seinen heutigen Namen, der entweder als „tamilisches Land“ oder als „Land der tamilischen Sprache“ interpretiert werden kann. Die Hauptstadt ist Chennai, die bis 1996 den Namen Madras trug. |
| 29                                                                              |                                                                                 |                                                                                 | Telangana (ab 2014) తెలంగాణ تلنگانہ                                                | Hyderabad                                                                       | Telugu Urdu                                                                     | Telangana wurde am 2. Juni 2014 von Andhra Pradesh abgetrennt und zu einem eigenen Bundesstaat erhoben. |
| 25                                                                              |                                                                                 |                                                                                 | Tripura ত্রিপুরা                                                                    | Agartala                                                                        | Bengalisch Kokborok                                                             | Tripura gehört als Region zwischen Bengalen und Assam zu den ostindischen Teestaaten. Es liegt förmlich als Keil zwischen dem Hauptteil von Bangladesch und dem Südosten des Landes (Chittagong) und war so für Indien zumal vor der Unabhängigkeit Ostpakistans strategisch interessant. |
| 26                                                                              |                                                                                 |                                                                                 | Uttar Pradesh उत्तर प्रदेश                                                         | Lucknow (Lakhnau)                                                               | Hindi                                                                           | Mit seinen 200 Millionen Einwohnern (Stand 2011) ist Uttar Pradesh Indiens bevölkerungsreichster Bundesstaat. Es umfasst die obere Hälfte der Ganges- und Yamuna-Ebene mit der heiligen Stadt Varanasi und Agra mit dem Grabgebäude Taj Mahal. |
| 27                                                                              |                                                                                 |                                                                                 | Uttarakhand उत्तराखंड                                                              | Dehradun                                                                        | Hindi Urdu                                                                      | Uttarakhand, bis 2006 Uttaranchal, entstand 2000 durch Abspaltung des gebirgigen Nordteils von Uttar Pradesh. Hier findet sich der höchste Berg Indiens, Nanda Devi (7816 m). |
| 28                                                                              |                                                                                 |                                                                                 | Westbengalen পশ্চিমবঙ্গ                                                            | Kolkata                                                                         | Bengalisch Santali                                                              | Bereits 1905 wurde Bengalen von den Engländern entlang der hinduistisch-muslimischen Religionsgrenze geteilt, dennoch führte die Trennung von Ostpakistan zur Selbstständigkeit 1947 zu Massenflucht, ‑vertreibung und ‑mord. Für das tief liegende Westbengalen – wie für das seit 1971 unabhängige Bangladesch – wird die Erderwärmung schwere Folgen haben. |
| [36]                                                                            | Karte                                                                           | Hoheitszeichen                                                                  | Staat 1–29, Territorium A–G                                                     | Hauptstadt                                                                      | Amtssprachen                                                                    | Wissenswertes |